# Крутоярский (Свердловская область)
Крутоя́рский — посёлок в Пышминском городском округе Свердловской области России.

## Географическое положение
Посёлок расположен в 17 километрах (по автотрассе в 54 километрах) к югу-юго-востоку от посёлка Пышма, в лесной местности, на левом берегу реки Речелга (правого притока реки Пышма).
В посёлке находится железнодорожный «о.п. Речелга», через посёлок проходила железная дорога Ощепково — Бутка, ликвидированная в 1990-х годах.

## История
В 1964 г. Указом Президиума ВС РСФСР поселок квартала 234 переименован в Крутоярский.

## Население
К 1973 году в посёлке Крутоярский жили 580 человек. В 2002 году посёлок относился к отдаленным и труднодоступным территориям, в связи с чем октябрьская перепись проводилась в августе, и население относилось к Речелге.
| 2002 | 2010 | 2021 |
| ---- | ---- | ---- |
| 26   | ↘14  | ↘8   |